# Downtown (Anitta e J Balvin)
Downtown è un singolo della cantante brasiliana Anitta e del cantante colombiano J Balvin, pubblicato il 19 novembre 2017.
È stato in lizza ai Latin Grammy per il riconoscimento alla miglior canzone urban.

## Video musicale
Il video musicale, diretto da Bruno Igloti e girato a New York il 7 novembre 2017, è stato reso disponibile il 20 novembre successivo, un giorno dopo dell'uscita del singolo.

## Tracce
Testi e musiche di José Balvin, Larissa Machado, Alejandro Ramírez e Justin Quiles.
1. Downtown – 3:13

## Formazione
- Anitta – voce
- J Balvin – voce
- Alejandro Ramírez – produzione, programmazione, strumentazione
- Sky – produzione
- TBD – tecnico

## Classifiche

### Classifiche settimanali
| Classifica (2017-24) | Posizione massima |
| -------------------- | ----------------- |
| Brasile              | 37                |
| Colombia             | 7                 |
| Grecia               | 50                |
| Lettonia             | 90                |
| Messico              | 9                 |
| Panama               | 164               |
| Portogallo           | 7                 |
| Romania              | 38                |
| Spagna               | 8                 |
| Svizzera             | 73                |

### Classifiche di fine anno
| Classifica (2017) | Posizione |
| ----------------- | --------- |
| Brasile           | 112       |
| Classifica (2018) | Posizione |
| Brasile           | 30        |
| Spagna            | 33        |